# 바다호스 여공작 인판타 필라르
바다호스 여공작 인판타 필라르(Infanta Pilar of Spain, Duchess of Badajoz and Viscountess of La Torre, 1936년 7월 20일 ~ 2020년 1월 8일)는 바르셀로나 백작 인판테 후안과 양시칠리아 공주 마리아 메르세데스의 장녀이자 후안 카를로스 1세의 누나였다.